# III wojna angielsko-holenderska
III wojna angielsko-holenderska (niderl. Derde Engelse oorlog) 1672–1674, stanowiła część ogólnoeuropejskich zmagań w ramach wojny Francji z koalicją (1672–1679).

## Wstęp
Przyczyną wojny Francji z koalicją 1672–1679 była nieudana próba zdobycia przez Ludwika XIV hiszpańskich Niderlandów. Pomimo że Anglia, Holandia i Szwecja podpisały w roku 1668 traktat o potrójnym przymierzu, zwrócony przeciwko Francji (który zmusił Francuzów do rezygnacji z sukcesów osiągniętych w wojnie dewolucyjnej), król Anglii Karol II zawarł w Dover tajny pakt z Francją.
W rzeczywistości Karol, czując się osobiście upokorzony rezultatami drugiej wojny angielsko-holenderskiej 1665-1667, zaangażował się w trójprzymierze tylko po to, by ostatecznie rozbić dawny sojusz francusko-holenderski. Oficjalnie łagodził napięcia w stosunkach między Francją a Zjednoczonymi Prowincjami, ale w sekrecie nakłaniał Ludwika XIV do uderzenia na Holandię. Otrzymał obietnicę, że po zwycięstwie Francji zostanie nagrodzony takimi miastami jak Rotterdam i Amsterdam, czyli najpotężniejszymi portami handlowymi ówczesnej Europy.
Gdy Francuzi obiecali główne miasta holenderskie Anglikom, ci nie śpieszyli się z zajmowaniem ich, lecz próbowali wymusić na Holendrach 16 milionów guldenów w zamian za separatystyczny pokój.
To wygórowane żądanie wzmocniło holenderski opór, a negocjacje dały Holandii czas na przeprowadzenie planowej akcji powodziowej, polegającej na zalewaniu zagrożonych przez Francuzów obszarów Holandii z wykorzystaniem tzw. Holenderskiej Linii Wodnej (w 1629 zaczął ją budować Fryderyk Henryk Orański, książę Nassau). Była to linia umocnień obronnych, wykorzystująca szczególne warunki terenowe w Holandii, jak depresje czy kanały, oraz system śluz, pozwalających w zależności od woli zalewać wybrane tereny. Akcja ta zahamowała zwycięski marsz wojsk francuskich.
Ponieważ Holendrzy nie wyrazili zgody na angielską propozycję, Anglia, wykonując warunki zawartego przymierza, przyłączyła się do Francji, gdy ta w 1672 roku dokonywała inwazji na Holandię. W inwazji wzięły także udział państewka niemieckie: Arcybiskupstwo Kolonii i Biskupstwo Münster.
Zanim zostali powstrzymani przez „Holenderską Linię Wodną”, Francuzi zdążyli jednak opanować znaczną część Niderlandów, dlatego w holenderskiej historii rok 1672 nazwany został „Rokiem Katastrofy” (hol. Rampjaar).
Gdy Francuzi dokonywali inwazji na Holandię, w Holandii władzę przejęła partia oranżystów, fałszywie oskarżając poprzednich czołowych polityków Johana de Witta i jego osobistego przyjaciela admirała de Ruytera o próbę zdrady ojczyzny na rzecz Francji.
W rzeczywistości oranżyści sami byli finansowani przez Anglików. Johan de Witt został wkrótce zamordowany w starannie zainscenizowanym linczu. Nowym stadhouderem Holandii został Wilhelm Orański.
Karol, zawsze popierany przez partię oranżystów, miał nadzieję, że ci po objęciu władzy, chcąc uratować się przed Francją, zgodzą się na uczynienie z Holandii angielskiego protektoratu. Jednak wkrótce okazało się, że nowy stadhouder nie miał na to najmniejszej ochoty.
Zarówno Anglia, jak i Francja, chciały przetworzyć Holandię w państewko marionetkowe, używając ogromnych holenderskich kapitałów handlowych do zdobycia dominacji w handlu światowym. Jednak każde z tych mocarstw obawiało się, że nie będzie głównym beneficjentem korzyści ze zmienionej sytuacji. Dlatego podczas bitew wzajemne podejrzenia między Francuzami i Anglikami w znacznym stopniu utrudniały im wykorzystanie swej przewagi liczebnej.
Ta wojna zdecydowanie różniła się zarówno w swoich początkach, jak i w przebiegu od pierwszej i drugiej wojny angielsko-holenderskiej. Tamte wojny były w Anglii popularne, nawet druga, pomimo niepowodzeń, gdyż przynajmniej społeczeństwo angielskie rozumiało jej cele. Trzecia została podjęta przez króla w celu realizacji polityki uzgodnionej między nim a jego kuzynem królem Francji Ludwikiem XIV. Choć jako cel ogłoszono rozbiór Holandii, to w sekrecie król Karol II zamierzał zaprowadzić religię katolicką i z pomocą króla Francji uczynić się w Anglii władcą absolutnym. Podejrzewano ten ukryty cel, więc wojna ta od razu wywołała w Anglii opozycję, zarówno w parlamencie, jak i w całym społeczeństwie. Parlament od początku nie był chętny do finansowania wojny, której cele nie były jasno sprecyzowane.

## Działania wojenne
Tak jak w poprzednich wojnach, także teraz akt wypowiedzenia wojny poprzedzony został przez atak angielskich okrętów na holenderską flotę handlową. Dnia 13 marca 1672 roku Holmes napadł na kanale La Manche na holenderski konwój dowodzony przez Van Nessa. Dzięki korupcji panującej we flocie brytyjskiej pod panowaniem Karola II okręty Holmesa nie były dostatecznie wyposażone, dzięki czemu akcja ta tylko częściowo zakończyła się sukcesem.
Działania na morzu nabrały znaczenia dopiero po zatrzymaniu francuskiej ofensywy na lądzie. Flota angielsko-francuska kilkakrotnie próbowała wysadzić desant w Holandii, jednak próby te zostały skutecznie powstrzymane przez holenderskiego admirała Michiela de Ruytera, który pomimo przewagi militarnej sprzymierzonych na początku czerwca 1672 przeprowadził niespodziewany atak, zakończony 7 czerwca bitwą pod Solebay. Bitwa, choć nierozstrzygnięta, powstrzymała flotę sprzymierzonych od zablokowania Holendrów w ich portach. Takie zablokowanie groziłoby likwidacją holenderskiego handlu morskiego, który był głównym źródłem dochodów Holandii. Osłabiona materialnie Holandia nie mogłaby już długo stawiać oporu. Sprzymierzeni musieli się także wyrzec planów wysadzenia desantu na wybrzeżach Holandii, który wspólnie z armiami francuskimi atakującymi od wschodu (po przejściu przez terytoria niemieckie) i od zachodu miał wziąć Holandię w kleszcze.
Wiosną 1673 roku naczelny wódz floty holenderskiej Michiel de Ruyter próbował zablokować główną flotę angielską na Tamizie, co się w końcu nie udało. Gdy Anglicy wreszcie wyszli w morze, de Ruyter wycofał się 15 maja do Shooneveld, na przybrzeżne wody przy ujściu rzeki Skaldy, by nie dopuścić do wysadzenia na wybrzeżach Holandii przygotowanych już do desantu 6000 żołnierzy czekających w Yarmouth. Flota francuska i angielska połączyły się 26 maja koło Beachy Head. W pierwszej połowie czerwca doszło do podwójnej bitwy pod Schooneveld, w której de Ruyter zmierzył się z silniejszymi od siebie flotami, zadając sprzymierzonym tak poważne straty, że byli zmuszeni zlikwidować blokadę holenderskich wybrzeży i wycofać się.
Kolejną próbę podjęli sprzymierzeni w sierpniu 1673. Flotą angielsko-francuską dowodził książę Rupert. Gdy dowodzący flotą holenderską Michiel de Ruyter zajął dogodną pozycję pod Schooneveld, otrzymał rozkaz od stadhoudera Wilhelma Orańskiego by wypłynął w morze i osłonił powracającą z Indii Holenderskich Flotę Przyprawową. Doprowadziło to 21 sierpnia 1673 do bitwy pod Texel, w której Holendrzy ostatecznie zniechęcili Anglików do kontynuowania wojny.
Tak więc Anglikom nie tylko nie udało się zablokować holenderskiego wybrzeża, ale sami zostali zepchnięci do Tamizy oraz odcięci od handlu bałtyckiego, który zaopatrywał ich w drewno i smołę.
Szczególnie pechowym dla sprzymierzonych był sierpień, gdyż w tym samym miesiącu przegrali bitwę pod Texel, Michiel de Ruyter udaremnił francuskie ataki na konwój holenderski płynący z Indii Wschodnich, a do tego Anglicy utracili Nowy Amsterdam, New Jersey i Long Island.

## Koniec wojny
W następnych miesiącach Holendrzy sprzymierzyli się z Hiszpanią, z którą byli w stanie wojny do roku 1648, a Francja, zagrożona na innych frontach, wycofała się z terytorium Holandii w 1673. Anglików przeraził nieoczekiwany fakt, że holenderscy kaprzy zdołali zdobyć więcej angielskich statków (ponad 550) niż angielscy holenderskich. A zdobycie w 1673 przez Holendrów Nowego Amsterdamu ostatecznie przekonało Anglię o bezsensie prowadzenia kosztownej i bezproduktywnej wojny. W związku z narastającym niezadowoleniem społecznym, w wyniku którego parlament angielski nie chciał już dłużej łożyć pieniędzy na tę wojnę, Anglia zmuszona została do podpisania traktatu w Westminster 19 lutego 1674. Zawarty pokój zalegalizował zdobycze z roku 1667, czyli Nowa Holandia została zwrócona Anglii (w listopadzie 1674 Holendrzy opuścili Nowy Amsterdam), a Surinam, zdobyty przez Holendrów w roku 1667, ostatecznie pozostał własnością Holandii. Aż do 1781 roku była to ostatnia wojna pomiędzy Holandią i Anglią.

### Wydarzenia 3 wojny angielsko-holenderskiej
- 1672 – bitwa morska pod Solebay
- 1673 – bitwa morska pod Schooneveld
- 1673 – bitwa morska pod Texel